# Двайер, Джон
Джон М. Двайер (англ. John M. Dwyer; 25 августа 1935 — 15 сентября 2018) — американский художник-декоратор, работавший для таких известных телесериалов, как «Флот МакХэйла» 1962 года, «Коломбо» 1968 года, «Потом пришёл Бронсон» 1969 года, «Ночная галерея» 1970 года, «Коджак» 1973 года, «Маленький домик в прериях» 1974 года, «Частный детектив Магнум» 1980 года, «Секретный агент Макгайвер» 1985 года, и первых двух игровых телесериалов франшизы «Звёздного пути».
Двайер также работал и над фильмами, такими как «Санкция на пике Эйгера» 1975 года, «Я хочу держать тебя за руку» 1978 года, «Нечто» 1982 года, «Полицейский из Беверли-Хиллз» 1984 года, «Рокки 5» 1990 года, «Терминатор 2: Судный день» 1991 года, «Игры патриотов» 1992 года, «Больше чем жизнь» 1996 года, «Чужой: Воскрешение» 1997 года, «Невидимка» 2000 года, двумя фильмами франшизы «Челюстей», и шестью фильмами франшизы «Звёздный путь».
Джон М. Двайер получил единственную номинацию на премию «Оскар» — в категории «Лучшая работа художника-постановщика», за фильм 1980 года — «Дочь шахтёра». Он также был номинирован три раза на прайм-таймовую премию «Эмми», и выиграл одну; за мини-сериал 1981 года — «Гангстерские хроники».
Джон М. Двайер умер 15 сентября 2018 года от осложнений, вызванных болезнью Паркинсона, в больнице города Энсинитас, штата Калифорния, в возрасте 83 лет.

## Избранная фильмография

### Фильмы
- Санкция на пике Эйгера (1975)
- Челюсти (1975)
- Мидуэй (1976)
- Двухминутное предупреждение (1976)
- Переезд (1977)
- Другая сторона горы: Часть II (1978)
- «Серая Дама» уходит на глубину (1978)
- Я хочу держать тебя за руку (1978)
- Дочь шахтёра (1980)
- Вор (1981)
- Нечто (1982)
- Ледяные пираты (1984)
- Учителя (1984)
- Полицейский из Беверли-Хиллз (1984)
- Звёздный путь 4: Дорога домой (1986)
- Челюсти: Месть (1987)
- Звёздный путь 5: Последний рубеж (1989)
- Чёрный дождь (1989)
- Рокки 5 (1990)
- Терминатор 2: Судный день (1991)
- Всё, что я хочу на Рождество (1991)
- Игры патриотов (1992)
- Ночь страшного суда (1993)
- Звёздный путь: Поколения (1994)
- Больше чем жизнь (1996)
- Звёздный путь: Первый контакт (1996)
- Чужой: Воскрешение (1997)
- Звёздный путь: Восстание (1998)
- Невидимка (2000)
- Звёздный путь: Возмездие (2002)

### Телесериалы
В этом разделе указан год, с которого и по который, Джон М. Двайер работал над телесериалом.
- Флот МакХэйла (1966)
- Виргинец (1966—1967)
- Ларедо (1966—1967)
- Звёздный путь[a] (1967—1969)
- Потом пришёл Бронсон (1969)
- Молодые юристы (1970—1971)
- Ночная галерея (1971—1973)
- Хек Рэмси (1972—1973)
- Коломбо (1973)
- Коджак (1973—1974)
- Завоюй любовь Кристи (1974)
- Эллери Куин (1975—1976)
- Столетие (1978—1979, мини-сериал)
- Частный детектив Магнум (1980)
- Гангстерские хроники (1981, мини-сериал)
- Маленький домик в прериях (1982)
- Секретный агент Макгайвер (1985—1987)
- Звёздный путь: Следующее поколение (1987—1988)

## Награды и номинации
Премия «Оскар»
- 1981: Лучшая работа художника-постановщика, за «Дочь шахтёра»; вместе с Джоном У. Корсо (номинация)[6]

Прайм-таймовая премия «Эмми»
- 1969: Лучшая художественная постановка и сценический дизайн, за «Звёздный путь[a]» — за эпизод: «All Our Yesterdays»; вместе с Уолтером М. Джеффрисом (номинация)[10]

- 1979: Лучшая художественная постановка для мини-сериала или спецвыпуска, за «Столетие» — за эпизод: «The Shepherds»; вместе с Джоном У. Корсо, Робертом Джорджем Фриром, Шерманом Лаудермилком, Джеком Сентером и Джозефом Стоуном (номинация)[11]

- 1981: Лучшая художественная постановка для телесериала, за «Гангстерские хроники» — за эпизод: «Chapter 11»; вместе с Робертом Джорджем Фриром и Ховардом И Джонсоном (победа)[8]

## Заметки
1. 1 2  Позже названный как «Звёздный путь: Оригинальный сериал»